# Pinarnegrillo
Pinarnegrillo es un municipio de España, en la provincia de Segovia, comunidad autónoma de Castilla y León. Tiene una superficie de 19,52 km².
Constan como despoblados:
- Santa Águeda, también llamado Temerosillo en 1773.[2] 41°10′20″N 4°17′45″O / 41.17222, -4.29583
- Temeroso, llamado Oter Moroso en el siglo XIII y despoblado a mediados del siglo XVIII.[3] 41°11′27″N 4°18′45.6″O / 41.19083, -4.312667

## Geografía

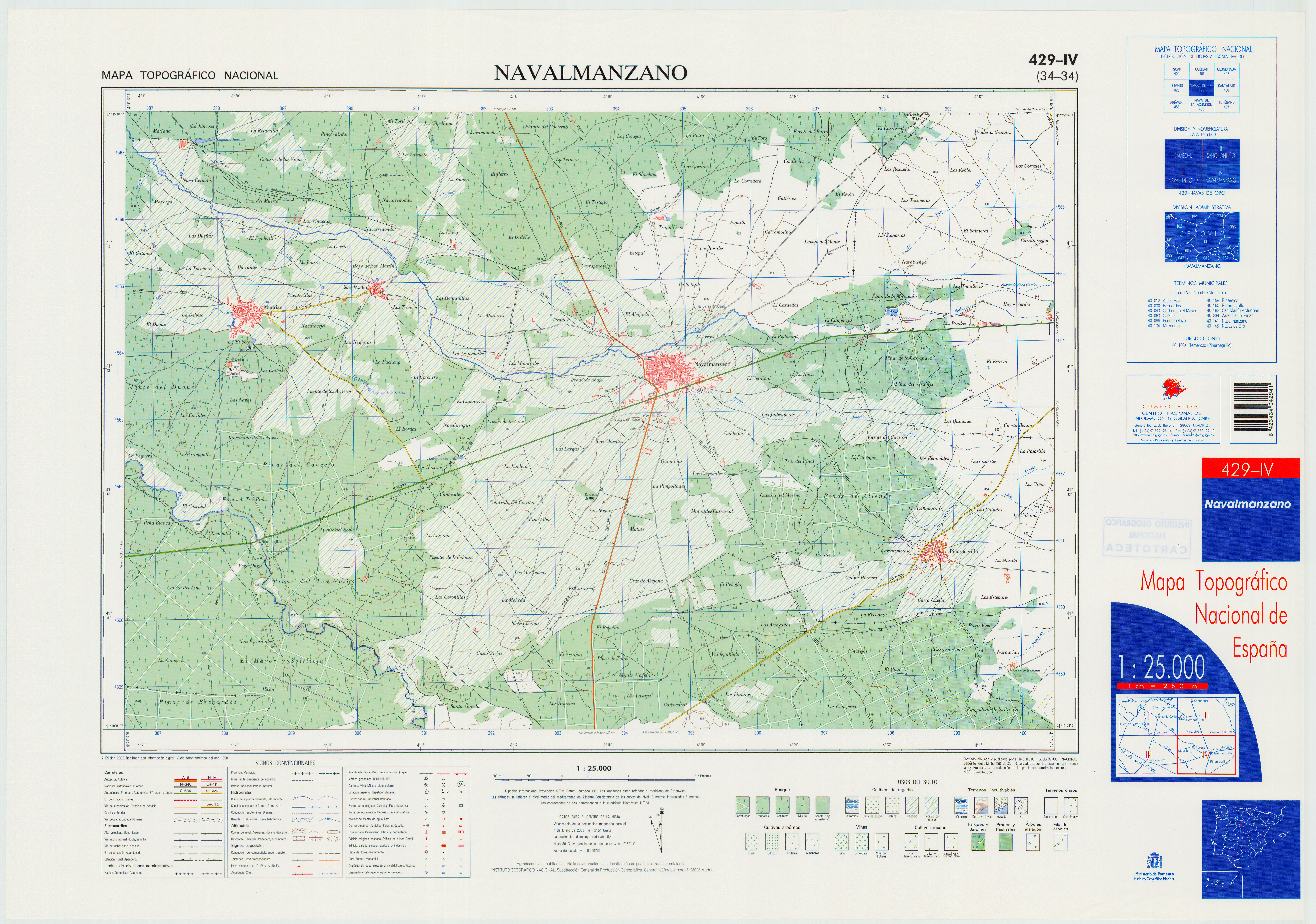
Fragmento de la hoja 429 del Mapa Topográfico Nacional de España de 2002 en el que se representa parte de Pinarnegrillo

| Noroeste: Navas de Oro       | Norte: San Martín y Mudrián, Navalmanzano, Fuentepelayo | Noreste: Fuentepelayo |
| Oeste: Carbonero el Mayor    |                                                         | Este: Fuentepelayo    |
| Suroeste: Carbonero el Mayor | Sur: Mozoncillo                                         | Sureste: Aldea Real   |

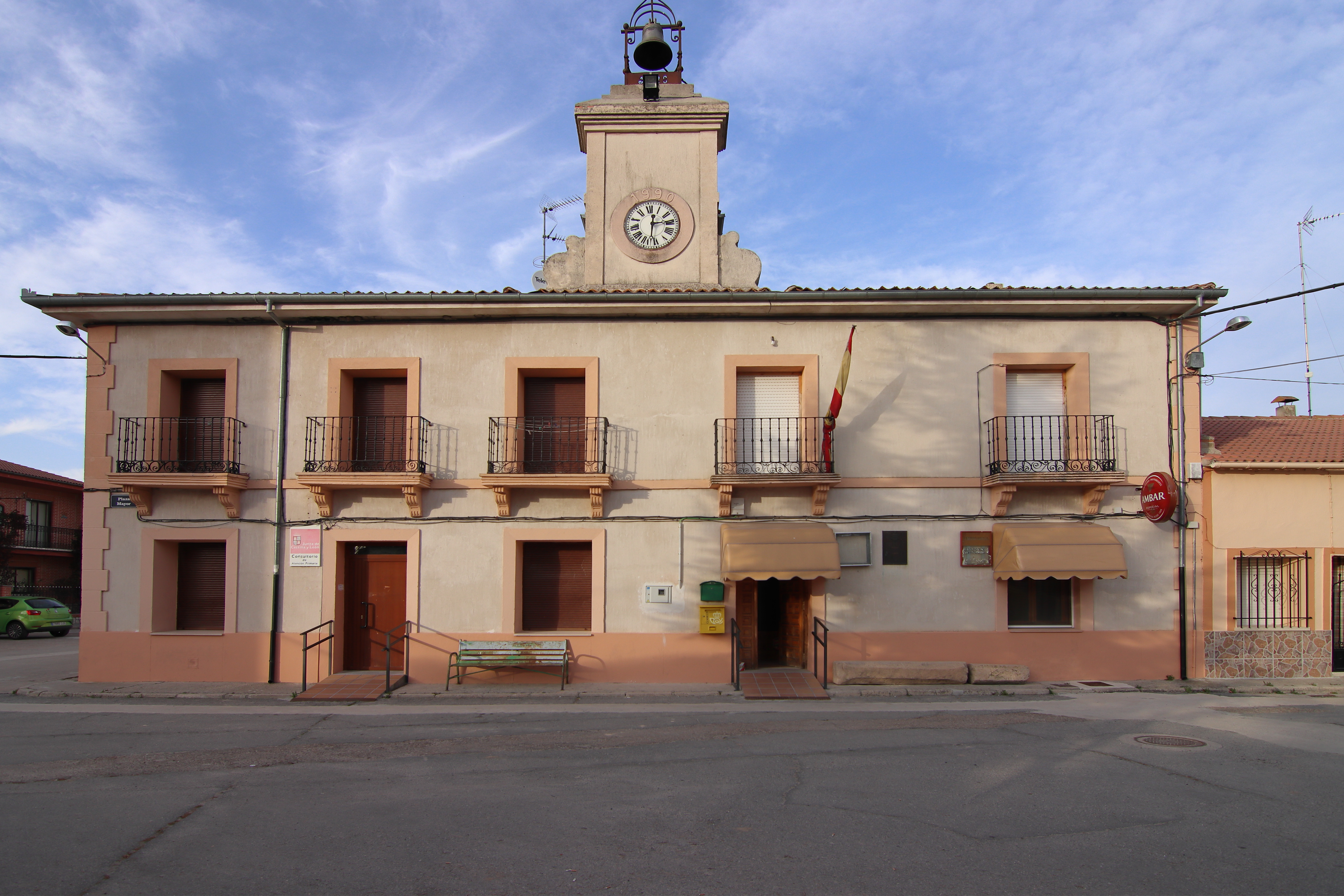
Ayuntamiento
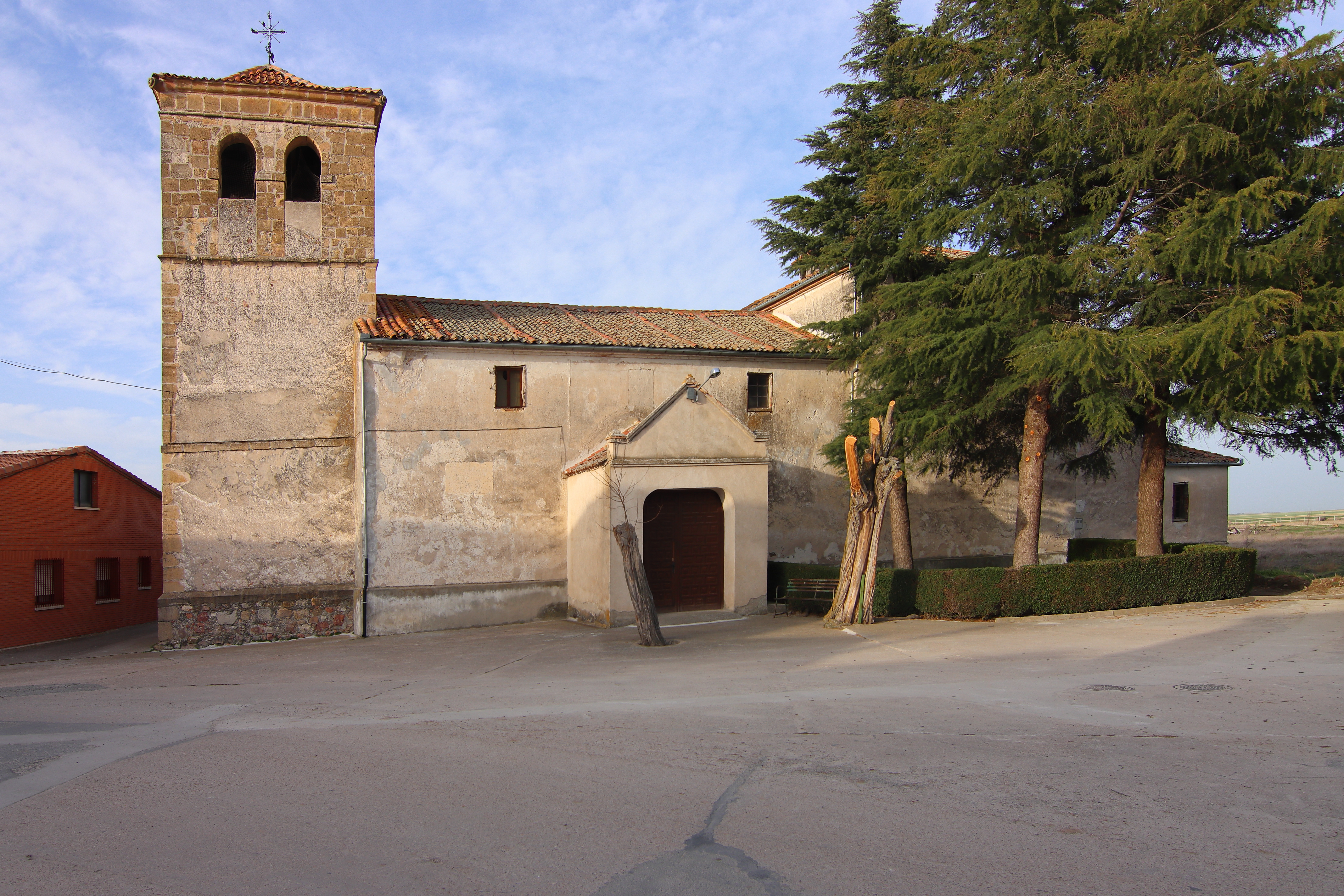
Iglesia de San Nicolás de Bari
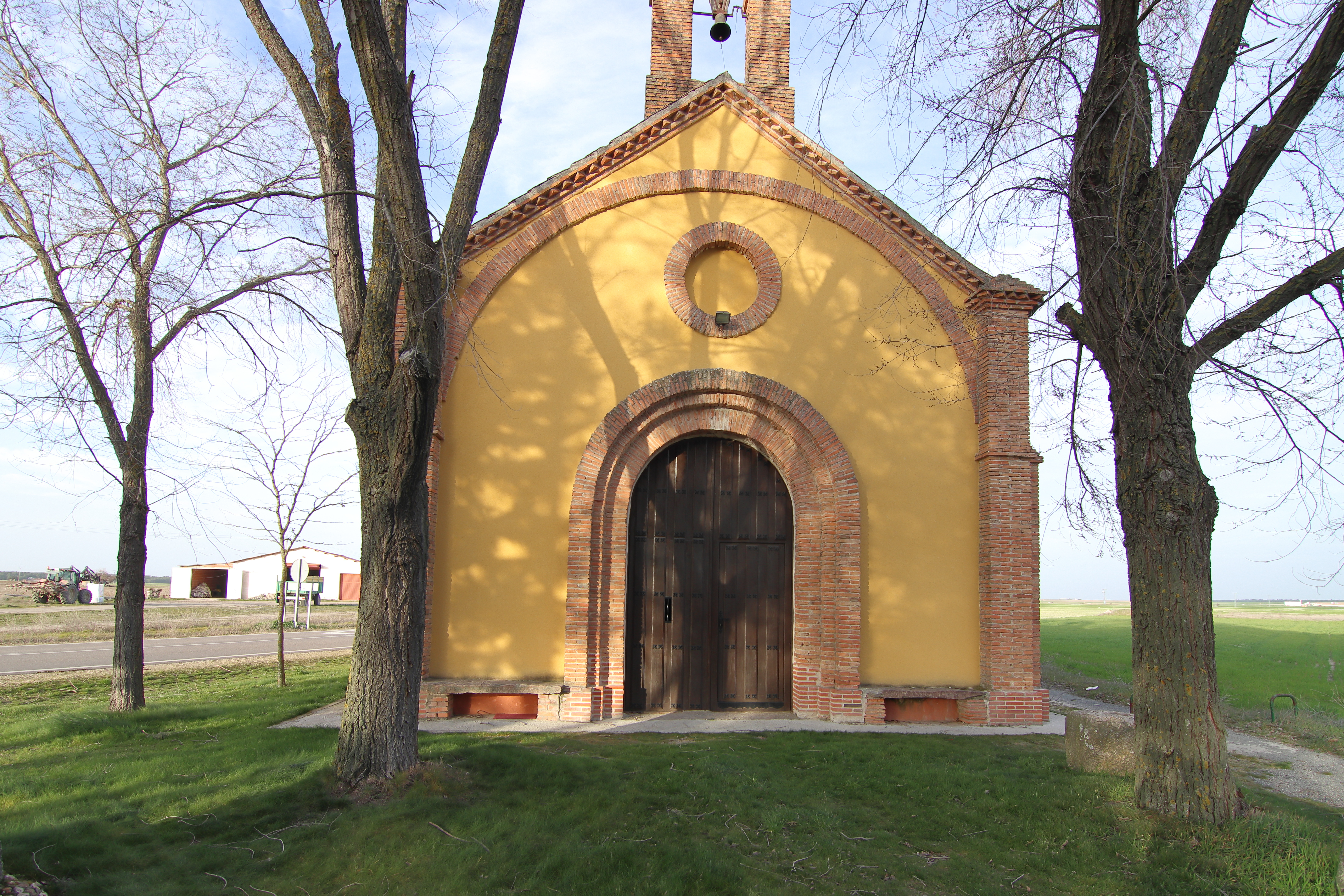
Ermita del Cristo del Penegral
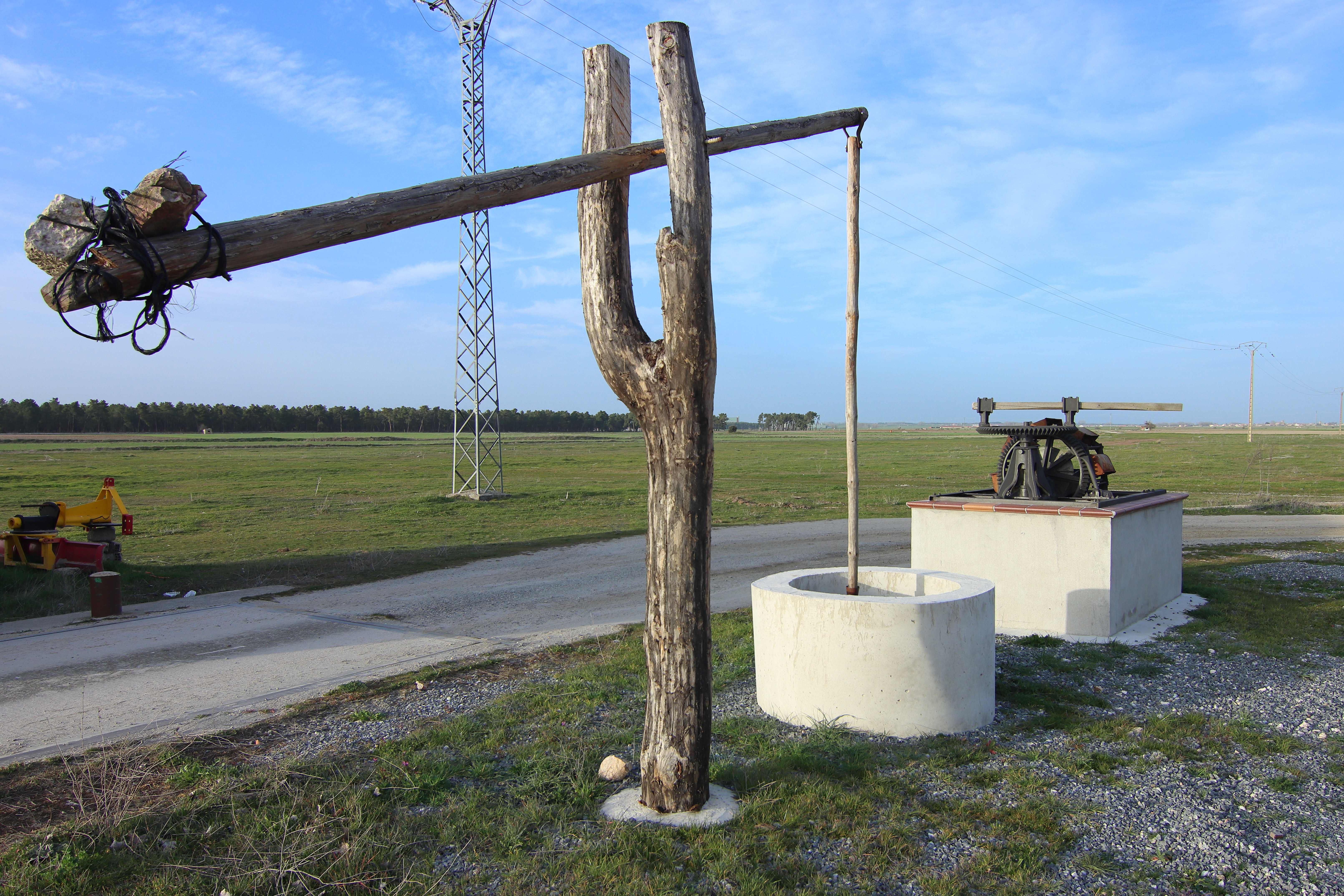
Cigüeñal o elevador de agua
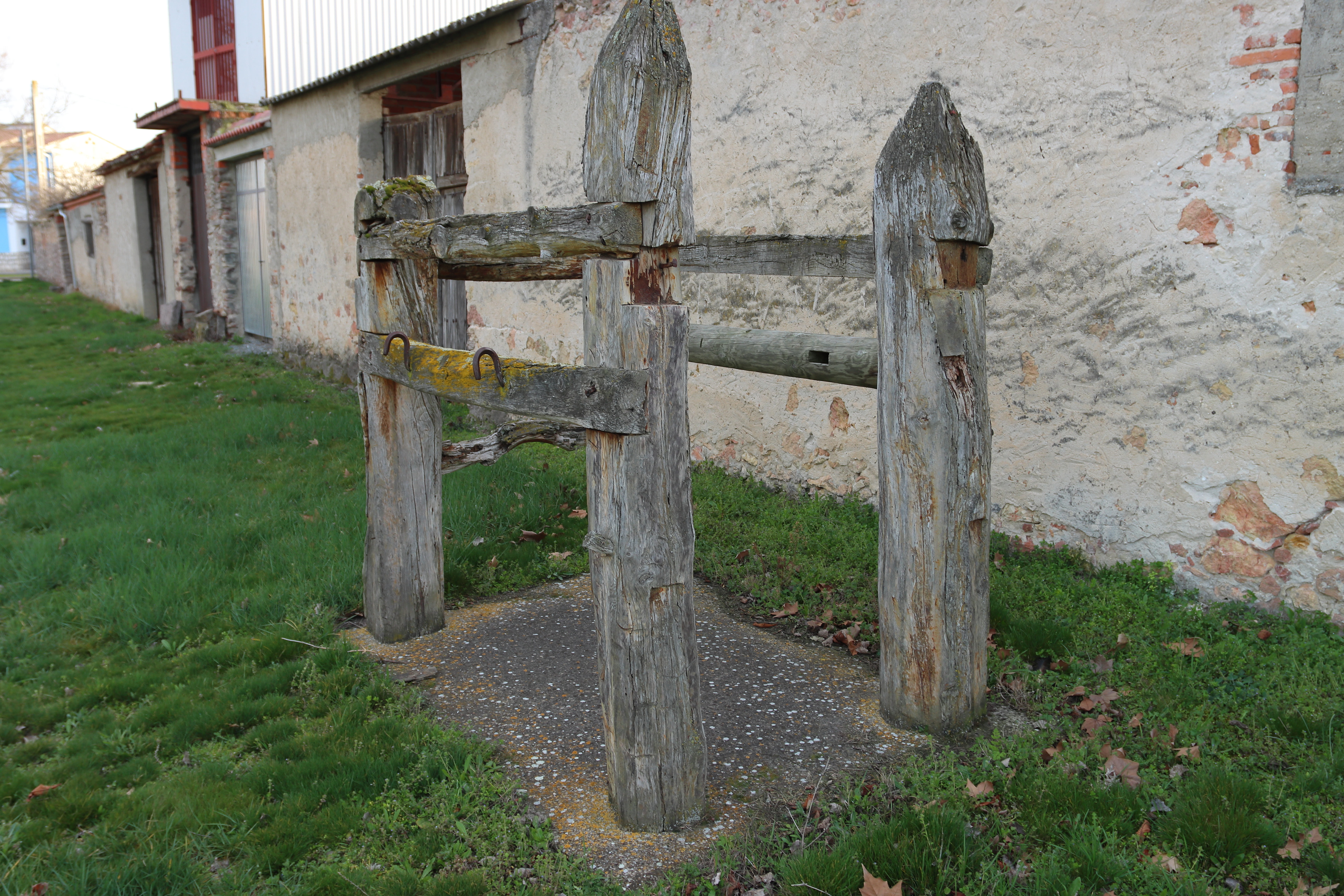
Potro de herrar

## Demografía
Cuenta con una población de 96 habitantes (INE 2024).
| Gráfica de evolución demográfica de Pinarnegrillo entre 1842 y 2021                                                   |
| |
| Población de derecho según los censos de población del INE. Población de hecho según los censos de población del INE. |

## Administración y política
| Periodo   | Nombre                                                               | Partido   |
| --------- | -------------------------------------------------------------------- | --------- |
| 1979-1983 | Julián Tardón Martín                                                 | UCD       |
| 1983-1987 | Eugenio Antona González                                              | AP-PDP-UL |
| 1987-1991 | Eduardo Santos Santos                                                | PDP       |
| 1991-1995 | Nicéforo Tejedor García (1991-1994)José M. Gómez Arribas (1994-1995) | PSOEPP    |
| 1995-1999 | Higinio Santos Santos                                                | PP        |
| 1999-2003 | Higinio Santos Santos                                                | PP        |
| 2003-2007 | José Antona González                                                 | PP        |
| 2007-2011 | José Antona González                                                 | PP        |
| 2011-2015 | José Antona González                                                 | PP        |
| 2015-2019 | José Antona González                                                 | PP        |
| 2019-2023 | José Antona González                                                 | PP        |
| 2023-act. | Julián Tardón Martín                                                 | PP        |